# العلاقات التوفالية اللوكسمبورغية
العلاقات التوفالية اللوكسمبورغية هي العلاقات الثنائية التي تجمع بين توفالو ولوكسمبورغ.

## مقارنة بين البلدين
هذه مقارنة عامة ومرجعية للدولتين:
| وجه المقارنة                                              | توفالو                         | لوكسمبورغ                                                     |
| --------------------------------------------------------- | ------------------------------ | ------------------------------------------------------------- |
| المساحة (كم2)                                             | 26                             | 2.59 ألف                                                      |
| عدد السكان (نسمة)                                         | 11.19 ألف                      | 599.45 ألف                                                    |
| الكثافة السكانية (ن./كم²)                                 | 43.04 ألف                      | 231.45                                                        |
| العاصمة                                                   | فونافوتي                       | لوكسمبورغ                                                     |
| اللغة الرسمية                                             | اللغة التوفالوية، لغة إنجليزية | اللغة اللوكسمبورغية، لغة فرنسية، اللغة الألمانية              |
| العملة                                                    | دولار توفالو                   | يورو، فرنك لوكسمبورغ                                          |
| الناتج المحلي الإجمالي (بليون دولار)                      | 39.73 مليون                    | 62.40 مليار                                                   |
| الناتج المحلي الإجمالي (تعادل القوة الشرائية) بليون دولار | 38.93 مليون                    | 58.13 مليار                                                   |
| الناتج المحلي الإجمالي الاسمي للفرد دولار أمريكي          | 3.29 ألف                       | 101.45 ألف                                                    |
| الناتج المحلي الإجمالي للفرد دولار أمريكي                 | 3.77 ألف                       | 101.93 ألف                                                    |
| مؤشر التنمية البشرية                                      |                                | 0.892                                                         |
| رمز المكالمات الدولي                                      | +688                           | +352                                                          |
| رمز الإنترنت                                              | .tv                            | .lu                                                           |
| المنطقة الزمنية                                           | ت ع م+12:00                    | توقيت وسط أوروبا، ت ع م+01:00، ت ع م+02:00، أوروبا/لوكسمبورج ‏ |

## منظمات دولية مشتركة
يشترك البلدان في عضوية مجموعة من المنظمات الدولية، منها:
| علم المنظمة | اسم المنظمة                   | تاريخ انضمام توفالو | تاريخ انضمام لوكسمبورغ |
| ----------- | ----------------------------- | ------------------- | ---------------------- |
|             | بنك التنمية الآسيوي           | 1993                | 2003                   |
|             | مؤسسة التنمية الدولية         | 24 يونيو 2010       | 4 يونيو 1964           |
|             | يونسكو                        | 21 أكتوبر 1991      | 27 أكتوبر 1947         |
|             | الأمم المتحدة                 | 5 سبتمبر 2000       | 24 أكتوبر 1945         |
|             | الاتحاد البريدي العالمي       | ?                   | ?                      |
|             | البنك الدولي للإنشاء والتعمير | 24 يونيو 2010       | 27 ديسمبر 1945         |
|             | الاتحاد الدولي للاتصالات      | 15 أغسطس 1996       | 2 مارس 1866            |
|             | منظمة حظر الأسلحة الكيميائية  | ?                   | ?                      |

## وصلات خارجية
- موقع وزارة الخارجية اللوكسمبورغية